# Black Moon Clan
A Black Moon Clan (Fekete Hold, ブラックムーン一族) kitalált klán, amely a Sailor Moon című manga- és animesorozat második történetében bukkant fel. Képviselőik a XXX. századból érkeztek a múltba, központjuk pedig a Nemezis bolygó, mely a Naprendszer titokzatos tizedik bolygója. Ezt az égitestet a hatalmas mennyiségű sötét energia miatt szabad szemmel nem lehet észlelni. A klán minden képviselőjének jellegzetessége a fekete színű fordított félhold a homlokukon, valamint a fekete kristályból készült fülbevaló.

## Céljaik
A Black Moon Clan a jövő világában alakult meg, olyan emberekből, akik elhagyták a Földet, mert szentségtörésnek tartották, hogy az Ezüstkristály erejének köszönhetően az emberek halhatatlanságra tettek szert. Vezetőjük névleg Gyémánt herceg, valójában azonban egy rejtélyes csuklyás figura, Wiseman (Öregember) döntései a mérvadóak, mivel a herceg megbízik benne. Gyémánt öccse, Zafír, a klán tudósa, aki létrehozta a droidokat: ember külsejű gépeket, akik a Black Moon céljait segítik elérni. Ez a cél pedig a manga és az anime során is kettős: meg kell ölniük a "kisnyulat" (Csibiuszát), és el kell pusztítaniuk az Ezüstkristályt. Hogy ezt a küldetést teljesítsék, legelőször öten térnek vissza a múltba: Rubin és a négy Ajakasi Nővér. A küldetésük meghiúsulása után Smaragd, a klán leghatalmasabb nőtagja lép akcióba, s két erős szolgája, Chiral és Achiral. A  végjátékban bukkan fel a két legerősebb droid: Veneti és Aquatici (csak a mangában és a Sailor Moon Crystalban), valamint hatalmas erejét kisajátítva Wiseman Csibiuszát is a Black Moon szolgálatába állítja, mint Black Lady. Később kiderül, hogy Wisemannek egyáltalán nem az a szándéka, hogy elpusztítsa az Ezüstkristályt, hanem az, hogy megszerezze magának.

## Kulcsfigurák

### Death Phantom (Wiseman)
Death Phantom (デス・ファントム), más néven Wiseman (Öregember) nem más, mint a Káosz jövőbeli formája. Emberi alakja nincs, gyakorlatilag egy sötét, csuklyás köpeny mögé bújt karakterként jelenik meg, aki egy varázsgömböt tart maga előtt. Az eredeti animében egy alkalommal csak egy koponya látható az arca helyén, s később kiderül, hogy Death Phantom és Wiseman ugyanaz az entitás.
A mangában Death Phantom egy ember volt, aki a jövőbeli kristályvárosban élt, s sötét praktikákat kezdett el űzni. Gonosz erőkre és hihetetlen manipulációs képességekre tett szert. Büntetésből az elhagyott Nemezis bolygóra száműzték. Szelleme azonban eggyé vált a bolygóval, s így jött létre új alakja. Egy csontvázig lerothadt emberi test köpeny mögé rejtett képében a Földre jött, hogy elégedetlen embereket toborozzon. Sikeresen maga mellé állított néhány embert, akik úgy vélték, hogy az Ezüstkristály által örökké fiatalon tartott emberek a természet megcsúfolásai. A Nemezisen lévő fekete kristály erejét ajánlotta fel nekik, hogy bosszút állhassanak. Létrehozta a Black Moon klánt, s előbb lerohanta a jövőbeli kristályvárost, majd a múltba utazott, hogy megszerezze az Ezüstkristályt, s bosszúját teljessé tegye.
Death Phantom nem sokat törődik a befolyása alatt álló személyekkel, kizárólag önös érdekei motiválják. A Black Moon klán minden egyes tagját manipulálja, Rubint a mangában, Zafírt pedig az eredeti animében meg is öli, de ugyanúgy felelős másik két vezető, Smaragd és Gyémánt herceg haláláért. Amikor hatalmát elkezdte félteni, a foglyul ejtett Csibiuszát gonosz varázslattal és manipulációval felnőtté teszi, és mint Black Lady-t, a saját szolgálatába állítja, aki magát a Nemezis királynőjének nevezi, a klán tagjainak bosszúságára. Gyémánt herceg és Zafír elkezdenek gyanakodni Wiseman-re, de az agymosásnak veti őket alá, hogy csak a parancsaira figyeljenek. Később azonban kiderül, hogy Gyémánt hercegre nem hatott a varázs: megpróbál végezni Wiseman-nel, de Black Lady csak kineveti, amikor a csuklya alatt egy csontvázat talál: Wiseman maga a Nemezis. Mikor minden követőjét, beleértve Black Ladyt is, legyőzték a holdharcosok, elrabolja Sailor Moon-t, hogy az Ezüstkristályt bekebelezve azt negatív energiává alakítsa. Terve azonban nem sikerül, mert az odaérkező Sailor Chibi Moon és Sailor Moon együttesen végeznek vele.
Az eredeti animében Death Phantom Gyémánt herceg fiatalkorában jelent meg. A Black Moon klán itt a kristályvárosból bűneik miatt száműzött emberek leszármazottaiból alakult, akik között ott volt ő is, mint ördögi praktikái miatt száműzött. Wiseman meggyőzte őket, hogy amnesztiát kaphatnak, ha visszatérnek a Földre, hiszen ők maguk nem bűnösök. Az Öregember bábként mozgatja a háttérből az összes klántagot, és nem törődik vele, mi lesz a sorsuk. Rubin halálát nem bánja, ahogy Smaragdot is likvidálja, amint érdekei úgy kívánják. Csibiuszát gyermekkori emlékeinek meghamisításával változtatja át Black Lady-vé. Amikor Zafír felfedezi Wiseman terveit, vele is végez, majd a neki ellentmondó Gyémánt herceget is megöli. Utolsóként Black Lady-t is elveszíti, de ekkorra az Árnyak Kapuja már nyitva áll, s el tudja kezdeni bosszúját. Végül Sailor Moon és Csibiusza két Ezüstkristályuk segítségével pusztítják el Death Phantomot, de a Nemezis és lakói életben maradnak, lakói pedig, Gyémánt herceg utolsó kívánságának megfelelően, kegyelmet kaptak.
A manga ötödik történetében további magyarázatot kaphatunk kilétére: mint a Káosz jövőbeli formája, ő volt az, aki Sailor Galaxiát a Nyilas Zéró csillag felé felé irányította, ahol a csillagok születnek.
Death Phantom eredeti hangja Marujama Eidzsi volt, a Sailor Moon Crystalban pedig Ivaszaki Hirosi. A magyar változatban Garai Róbert adta a karakter hangját, egyetlen epizód kivételével, amikor Galbenisz Tomasz szerepelt.

### Rubin
Rubin (紅のルベウス) a klán első tagja, aki megjelenik a 20. századi Földön. Feladata, hogy megtalálja a "Kisnyúl" (Rabitto) kódnéven ismert kislányt, aki visszautazott a jövőből. Rubin Gyémánt herceg és Wiseman parancsait követi, de neki is vannak saját alárendeltjei, az Ajakasi Nővérek személyében.
A mangában három harcoslányt is elfog, de Sailor Venus-t nem tudja elkapni. Célja az, hogy a harcosokat csapdába ejtve a Nemezisen, odacsalja Sailor Moon-t. Magától jön rá arra, hogy Wiseman csak kihasználja őket saját céljai érdekében, és megpróbálja figyelmeztetni Gyémánt herceget, ám Death Phantom megöli őt.
Az eredeti animében Rubin a múltban az Ajakasi Nővérek vezetője, akik Csibiuszát akarják elfogni. A nővérek titkon szerelmesek is belé, de őt nem érdeklik az érzéseik, csak a küldetés sikere. Sikertelensége miatt azonban Smaragd érkezik vissza a múltba, hogy átvegye a helyét. A kétségbeesett Rubin csapdába csalja a holdharcosokat, és az Ezüstkristályt követeli szabadon engedésükért cserébe. Az űrhajóján kiélezett harc folyik közte és a harcosok közt, ám végül egyedül marad. Smaragd visszautasítja, hogy megmentse az életét, s otthagyja a felrobbanó űrhajón.
Rubin eredeti hangja Takagi Vataru volt, a Sailor Moon Crystalban Takahasi Hiroki, a magyar változatban pedig Szokol Péter.

### Smaragd
Smaragd (翠のエスメロード) a klán egyetlen női tagja. Önző, gonosz és nagyravágyó szereplőként van beállítva. A mangában közte és Gyémánt herceg közt plátói kapcsolat áll fenn (bár elméletileg testvérek), s mindent megtesz, hogy elfogja Csibiuszát. A XXX. században kétszer is támadást indít a holdharcosok ellen: először Chiral és Achiral segítségével próbálja őket lebénítani és megölni, majd ennek sikertelensége után a Wisemantől kapott démoni kezekkel akarja megfojtani Csibiuszát, mígnem a harcosok egyesített erejű halálos csapása végez vele.
Az eredeti animében Smaragd Rubin helyébe lép, miután hagyta őt meghalni. Küldetése, hogy fontos földi pontok elfoglalásával és negatív energia kisugárzásával végül megnyissa az Árnyak Kapuját, és lerohanhassák a világot. Szerelmes Gyémánt hercegbe, aki azonban nem viszonozza az érzelmeit, mert az ő vágyai tárgya Serenity királynő. Nagyravágyásában királynő szeretne lenni, s ezért kap az Öregembertől egy tiarát, amely először valóban fenséges és erős nővé változtatja őt. Hamar kiderül azonban, hogy ez egy csapda, miután a tiara sárkánnyá változtatja őt. A holdharcosok, nem tudva arról, hogy ő kicsoda, végeznek vele. Földi akciói során célja neki is a kristályváros jövőbeli fontos pontjainak elfoglalása. Civilben és Smaragdként is jellegzetes, fülsértő nevetése van.
Smaragd hangja Kojama Mami volt az eredeti animében, a Sailor Moon Crystalban Kuvasima Houko, a magyarban pedig Ősi Ildikó és Koffler Gizi felváltva, egyetlen epizódban pedig Simonyi Piroska. A magyar változatban több neve is volt, mire a Smaragdot elfogadták: eleinte a franciából kölcsönzött Amród, majd az Esmeralda névvel illették.

### Zafír
Zafír (蒼のサフィール), Gyémánt herceg öccse, a klán feltalálója. Sokkal okosabb és gyanakvóbb, mint a többi klántag. Egyedüliként nem visel fekete kristályos fülbevalót. A mangában ő gyártja a droidokat, melyek a múlt világának lerohanása során segítenek nekik. Zafír meg akarja ölni a Nemezisen foglyul ejtett Sailor Moon-t, mert őt tartja felelősnek minden rosszért, noha Gyémánt herceg a hercegnőt látja benne, s ezért nem akarja megtenni. Az Ezüstkristály hatására a Nemezis instabil lesz. A szorult helyzetben lévő Gyémántot és Zafírt Black Lady menti meg, s elviszi őket Wiseman-hez. Ő gonosz varázslattal hipnotizálja őket, de Gyémánt hercegre nem hat a bűbáj, ezért Zafír az első adandó alkalommal rátámad, s Gyémánt kénytelen megölni saját öccsét.
Az 1992-es animében sokkal barátságosabb karakterként ábrázolják. Bátyjával, és Petz-cel, az egyik Ajakasi Nővérrel nagyon jó kapcsolatban áll. Ő gyártja Smaragd számára azokat a gonosz kristályokat, melyek segítségével az Árnyak Kapuját meg tudják nyitni a múltban, ha a megfelelő helyekre helyezik el őket. Amikor rájön Wiseman valódi szándékaira, a gonosz szellemmel való összecsapás után a múltba menekül, ahol Petz látja el súlyos sérüléseit. Az Öregember azonban megöli őt, mielőtt beszélni tudna bárkinek is. Halálakor a homlokáról eltűnik a fordított fekete félhold, amely feltehetően megjavulásának a jele.
Az első animében hangja Kasivakura Cutomu, a Sailor Moon Crystalban Jonaga Cubasza, magyar hangja Lukácsi József és Holl Nándor, egyetlen epizódban pedig Seszták Szabolcs kölcsönözte a hangját.

### Gyémánt herceg
Gyémánt herceg (プリンス・デマンド) a Nemezis bolygó uralkodója a XXX. században. A mangában a kristályvárosból száműzött bűnözők leszármazottainak vezetője, akik szentségtörésnek tartják, hogy az ember örökké élhet. Gyémánt herceg terve az, hogy a fekete kristály segítségével visszamegy a múltba és megváltoztatja a jövőt. A holdharcosok azonban megakadályozzák ebben. Támadásukkor meglátja Neo-Queen Serenityt, és szerelmes lesz belé. Mivel Neo-Queen Serenity és Sailor Moon ugyanaz a személy, elrabolja a holdharcost, és erőszakkal megcsókolja. Később azonban Sailor Moon megszökik, a herceg pedig a Nemezis instabilitása miatt veszélybe kerül. Black Lady menti ki őt és öccsét szorult helyzetükből, és amikor kezd ráébredni, hogy mindvégig manipulálták őket, Wiseman hipnotizálja mindkettejüket. Viszont a korábban szintén Wisemantől kapott harmadik szem-képessége miatt rá igazából nem hatott a bűbáj, így Death Phantom ellen fordul - azon az áron, hogy végeznie kell öccsével. Most, hogy már csak a saját céljai vezérlik, úgy dönt megszerzi mind a két Ezüstkristályt, hogy együttes jelenlétükkel hatalmas erőre tegyen szert. Sailor Pluto ekkor közbelép, mert máskülönben megszűnne létezni a világ, így terve meghiúsul, és végeznek vele is.
Az eredeti animében Gyémánt herceg szerelmes lesz Serenity királynőbe, és szeretné, ha megbocsátana népének, akik csak bűnözők leszármazottai, de nem bűnözők. Wiseman azonban megrontja a lelkét, és emiatt gonosz célok kezdik el őt vezérelni. Nem hajlandóak megtisztulni az Ezüstkristály ereje által, ezért örökre száműzik őket. Gyémánt herceg megbízik Wiseman-ben, egészen addig, míg nem látja, hogy megöli az öccsét. Nem sokkal ezután elrabolja Sailor Moon-t, és erőszakkal akarja a szerelmesévé tenni. Sailor Moon azonban ráébreszti, hogy őt mindvégig manipulálták. Wiseman ellen fordul, aki meg akarja ölni Sailor Moont, s ekkor saját élete árán védi meg a jövőbeli hercegnőt.
Hangját Siozava Kaneto kölcsönözte, a Sailor Moon Crystalban Mijano Mamoru, a magyar változatban pedig Szokol Péter. A karakter érdekessége, hogy a musicalekben egy nő, Ono Hikari játszotta.

### Black Lady
Black Lady (ブラック・レディ, Fekete Hölgy) Csibiusza felnőtt, gonosz formája. Megjelenése és szerepe különbözik a mangában és az animében, a közös bennük az, hogy a magányos kislányt Wiseman csábítja magához, aki aztán a fekete kristály erejének segítségével a saját szolgálatába állítja. Megjelenése álmainak egyfajta eltorzulása: mindig arról álmodott, hogy egyszer ő is olyan szép lesz, mint az édesanyja. Kihívó öltözéke ennek a megjelenése. Neve pedig becenevéből, a "Small Lady"-ből ered.
Az eredeti animében a magára hagyott kislányt Wiseman a kastélyába viszi, ahol hamis emlékképeket sugároz a tudatába - ezzel elhitetve a kislánnyal, hogy őt senki nem szereti, és nincsenek barátai sem. Majd a kristály erejével fiatal felnőtt nővé változtatja, homlokán a Black Moon Clan jelképével, a fordított félholddal. A holdharcosokkal szemben ellenségesen viselkedik, majd visszaszerzi tőlük Luna P-t, amellyel rendszeresen rájuk támad. A harcosok azonban, tudván, hogy ő Csibiusza, nem mernek visszatámadni. Sailor Moon felhasználja az Ezüstkristály erejét, hogy visszatérítse őt, de Wiseman befolyása túl erős. A végső összecsapás idején ismét felbukkan, hogy a fekete kristály erejét magába fogadva elpusztítsa a bolygót, de Sailor Moon, mint Neo-Queen Serenity, és az Álarcos Férfi közös erővel visszahozzák ők a jók közé.
A mangában Csibiusza azután esik Wiseman csapdájába, hogy látta Sailor Plutót mosolyogni, amikor a jövőbeli Endymion királlyal beszélgetett. Úgy vélte, hogy elveszítette az egyetlen barátját, hiszen úgy tudta, hogy az idő kapujának őre csak akkor mosolyog, ha vele beszélget. Bánatában berohan az időkapun, anélkül, hogy nála lenne az időkulcs, s így elvész a negyedik dimenzióban. Wiseman azonban megtalálta őt, és megígérte neki, hogy megkapja végre, amire mindig vágyott: felébreszti szunnyadó erőit. Ennek hatására nő fel és lesz Wiseman feltétel nélküli szolgálója. Először megöli Rubint, majd csapdába ejti az időkapun át érte rohanó Álarcos Férfit. Ezután agymosásnak veti őt alá, hogy a férfi csak őt szeresse és teljesítse a parancsait. Wiseman azt a feladatot adja neki, hogy szerezze meg a múlt és a jövő Ezüstkristályát, mert a kristálypalotába csak a királyi család tagjai léphetnek. Bár küldetése - egy második fekete kristály Földre telepítése - a Föld pusztulásával járna, őt nem igazán érdekli, csak az, hogy az Álarcos Férfi az övé. Végül a világ pusztulását megakadályozó Sailor Pluto halála lesz az, amely lelkileg annyira megrázza, hogy széttörik az őt varázslat alatt tartó fülbevaló, s a könnyeiből előkerül az Ezüstkristály jövőbeni mása. Ezután első ízben változik át Sailor Chibi Moon-ná.
Szinkronhangja az eredeti japán változatban Araki Kae, a Sailor Moon Crystalban Fukuen Miszato, a magyarban pedig Simonyi Piroska. A szereplőről musical is készült, melynek címszerepét az a Mao Kavaszaki játszotta, aki a régebbi musicalekben Csibiuszát alakította.

### Ajakasi Nővérek
Rubin szolgálatában álló négy nő, akiknek az a küldetésük, hogy kaparintsák meg Csibiuszát és segítsenek előkészíteni a Fekete Hold invázióját. Petz, Calaveras, Berthier és Koan az ellenpárjuknak megfelelő holdharcossal csapnak össze, de rendre alulmaradnak és végül mind odavesznek. A klánt azonban nem nagyon érdekli elvesztésük ténye.
Az eredeti animében személyiségük sokkal jobban kidomborodik. Érdeklődnek a huszadik századi nők élete iránt, Rubin nagy bosszúságára. Itt is megküzdenek ellenpárjukkal, azonban miután rájönnek, hogy eszközök csupán, sorra megtisztulnak Sailor Moon által. Így nem lesznek többek egyszerű földi halandóknál.

### Chiral és Achiral
A manga során mint "Boule Brothers" mutatkoznak be, s ők Smaragd hű szolgálói. Küldetésük során csapdába csalják Sailor Moon-t egy hamis kristálypalotában a jövőben, ahol ráadásul erejét is képesek blokkolni. Az Álarcos Férfi és Sailor Venus azonban könnyűszerrel legyőzik őket.
Az eredeti animében ők csak egyszerű droidok, akiket Smaragd azért hozott a Földre, hogy két múltbeli pont támadásával megnyithassa az "Árnyak Kapuját", és győzelemre vezesse a Black Moon-t. Csibiusza iskolájában elszabadítják az erőszakot és a káoszt, hogy ezt kihasználva elérjék céljukat.
Chiral és Achiral, bár gyakorlatilag egyformák, látszatra mégis különböznek. Achiral bőre sötétebb és sötétebb színű ruhát is hord. Japán hangjuk Ebara Maszasi és Okiaju Rijotaró, a Sailor Moon Crystalban Hatano Vataru és Tanaka Kazunari, magyar hangjuk Szokol Péter.

### Veneti és Aquatici
Az eredeti animében nem szerepeltek, viszont a mangában és a többi történetben benne vannak, mint Zafír két legerősebb és legtökéletesebb droidja. Azért küldi őket Sailor Moon ellen harcba, mert úgy véli, Gyémánt herceg iránta érzett szerelme meghiúsíthatja a küldetésüket. A két droid azonban alulmarad. Nincs testi formájuk, mindannyiszor szellemekként szerepelnek.

### Aaron és Manna
A Black Lady-musical szereplői, két kisgyerek, akik a Black Moon Clan tagjai, és ők is visszautaztak a múltba.